# Mein Kampf
Mein Kampf (på dansk: Min Kamp) er en bog, som Adolf Hitler dikterede til sin kampfælle og sekretær Rudolf Hess, mens de sad i fæstningsarrest i Landsberg am Lech i 1924 efter kupforsøget i München. Formålet var at fastlægge udviklingen og målsætningen for den nationalsocialistiske bevægelse.
Før rigsdagsvalget i 1928 solgtes under 4.000 eksemplarer, men den nåede i 1943 et samlet oplag på 10 millioner.

## Bogens indhold
Bogen består af to dele: I 1925 udkom Eine Abrechnung (udgivet på dansk i 1934 under titlen Et Opgør) og i 1926 Die nationalsozialistische Bewegung (udgivet på dansk i 1936 under titlen Den nationalsocialistiske Bevægelse). Hitler kaldte værket Viereinhalb Jahre des Kampfes gegen Lüge, Dummheit und Feigheit (= Fire et halvt år fra kampen mod løgn, dumhed og fejhed) – af hans forlagsredaktør, Max Amann, forkortet til Mein Kampf.

### Første del
Bogens første del, Eine Abrechnung (Et Opgør), er en delvis selvbiografi. Hitler beskriver barndom og opvækst, kunstnerdrømmene, tiden i Wien , oplevelser i første verdenskrig og fortvivlelsen over nederlaget. Han fortæller, hvordan han kom i forbindelse med Det tyske arbejderparti, som han ændrede til Det Nationalsocialistiske Tyske Arbejderparti. Han gør rede for sine synspunkter om "jødeproblemet", sin foragt for "novemberforræderne" og Versaillestraktaten. Han redegør for andre politiske bevægelser som kommunisme, socialdemokrati og de nationale bevægelser, som han hentede inspiration til sin ideologi fra.

### Anden del
Bogens anden del, Die nationalsozialistische Bewegung (Den nationalsocialistiske Bevægelse), er en formel politisk proklamation. Hitler giver sit syn på historien og statens rolle kontra racens og nationens: det tyske folk. Han giver instruktioner for partiets organisation og om brug af propaganda til at vinde politisk magt. Han afslutter med sin vision om Tysklands udenrigspolitiske forhold efter magtovertagelsen.

## Titlen
Ved udgivelsen blev der gjort grin med titlen; Mein Kampf blev af avisen Das Bayerische Vaterland forvansket til Sein Krampf (= Hans krampe).  Den norske forfatter Karl Ove Knausgård har valgt den samme titel - Min kamp - til sit seksbinds erindringsværk, udgivet som romancyklus. Bind 6 indeholder også en analyse af Hitlers baggrund og opvækst. 

## Hitlers restriktioner på oversættelser
En dansk udgave kom i 1934.  Før anden verdenskrigs udbrud kommenterede den amerikanske Berlin-korrespondent William L. Shirer det uheldige i, at der ikke forelå nogen fuldstændig oversættelse af bogen, hverken til engelsk eller fransk. Hitler modsatte sig det, og Shirer mente, udviklingen var taget en anden retning, hvis vestlige politikere havde kunnet læse sætninger som: "Vi må slå ind på en aktiv politik og berede os på den endelige og afgørende kamp med Frankrig" og "Enhver menneskelig og samfundsmæssig indsats kan kun retfærdiggøres, hvis den tjener forberedelsen til kamp. Det nye menneske er besat af tanken om krig. Han kan og bør ikke tænke på andet." 

## Efter krigen
Mein Kampf er efter krigen forbudt i Tyskland. Delstaten Bayern overtog i 1946 ophavsrettighederne. Da den britiske forlægger Peter McGee ønskede at udgive tre 16 sider lange uddrag af Mein Kampf med kritiske kommentarer, nedlagde landsretten i München i januar 2012 fogedforbud på opfordring fra delstaten Bayern. McGee udgiver ugeavisen Zeitungszeugen,  på dansk "avisvidner", som trykker og kommenterer tyske aviser fra nazitiden.

I 2016 udløb delstaten Bayerns ophavsrettigheder til bogen efter 70 år. Günther Grass ønskede forbuddet mod bogen ophævet, da han ikke så nogen fare forbundet med, at dagens tyskere får adgang til at læse den. 
I Danmark udgav Jørgen Paludans Forlag i 1966 Min Kamp med kommentarer af professor i historie og moderne samfundskundskab Sven Henningsen, trods protester fra Bayern.
I Det palæstinensiske selvstyre var en arabisk oversættelse af Mein Kampf på bestsellerlisten i 1990'erne.  I Tyrkiet blev der på to måneder i 2005 solgt over 100.000 eksemplarer af Mein Kampf.